# Epizeuxis prothyralis
Epizeuxis prothyralis là một loài bướm đêm trong họ Noctuidae.